# Håkon Haugli
Håkon Haugli (Oslo, 21 de maig de 1969) és un jurista, empresari i polític pel Partit Laborista Noruec. Va ser diputat al Parlament de Noruega per la circumscripció d'Oslo, ocupant l'escó del primer ministre Jens Stoltenberg. Haugli es va afiliar al Partit Laborista el 1989. Va ser un dels fundadors de la xarxa Lesbianes i Gais Socialdemòcrates (Lesbiske og homofile sosialdemokrater) el 2004 i ha estat el seu líder des del 2005.
El 20 de març de 2012 Haugli va ser escollit el primer ponent per a qüestions LGTB de l'Assemblea Parlamentària del Consell d'Europa. Entre altres qüestions polítiques, s'ha centrat en el crim i l'habitatge.
No va formar part de la llista del Partit Laborista per a les eleccions legislatives de 2013 després de perdre la pugna pel setè lloc contra Truls Wickholm.